# 道德情操論
《道德情操論》（英語：The Theory of Moral Sentiments）是亞當·史密斯在1759年的一本著作，為亞當·史密斯後期如《國富論》（1776年）、《哲學論文集》（1795年）、《關於法律、警察、歲入及軍備的演說》（1763年，1896年初版）等著作在倫理、哲學、心理和方法論等領域奠定了基礎。
謝宗林的漢譯題為《道德情操論》。